# 楳茂都流
楳茂都流（うめもとりゅう）は、上方舞の主な流派の一つ。流祖は幕末に大坂天満老松町に住んだ初代楳茂都扇性。
楳茂都流の芸は、初代扇性が博識多才で知られた父・鷲谷正蔵（1786年〈天明6年〉-  1841年〈天保12年〉）から伝授されたものに始まる。正蔵は、京都で光格天皇の兄・方広寺門跡妙法院真仁法親王に近従として仕えた時期に、当時多芸をもって知られた同御所の大橋の局から、雅楽乱舞や今様風流舞の奥義を伝授されたと伝えられている。こののち初代扇性は歌舞伎の所作事の振り付けを行う一方で、多くの弟子をもって大坂舞踊界に君臨した。また明治初年には、能楽・歌舞伎・舞踊を統合した新形式の芸能「てには狂言」を創始して絶大な人気を得た。
初代扇性の三男・路三郎（1865年〈慶応元年〉 - 1928年〈昭和3年〉）は、1894年（明治27年）に二世家元を継いで二代目楳茂都扇性を名乗る。二代目扇性は門弟の教育とともに新しい形式の舞踊の創作に携わり、当時新舞踊運動の父と呼ばれた坪内逍遥から高い評価を受けている。今に残る楳茂都流の多くの振り付けはこの二代目扇性の時に創作されたものである。
二代目扇性の長男・陸平（1897年〈明治30年〉8月3日 - 1985年〈昭和60年〉2月4日）は、1917年（大正6年）に数え20歳で宝塚音楽学校の教師兼振付師に就任。次々に作品を発表する傍ら西洋音楽や舞踊を修め、シンフォニーに舞楽を取り入れた『春から秋へ』を発表、新舞踊の旗手として注目を集めた。1928年（昭和3年）に二代目扇性が死去すると三世家元を継ぐ。1931年（昭和6年）から1934年（昭和9年）にかけて文部省嘱託として出かけた欧米視察では、現地の舞踊団に『熱情ソナタ』などを振り付けて絶賛を浴びた。帰国後も多くの群舞や文楽の人形の舞の振り付けを手がけたが、舞踊家としての評価も高く、数々の賞を獲得した。楳茂都流では初代扇性以来、三つの法則を奥義として伝えてきた。それらは「天地人の体」「円形の構え」「六方の備え」と呼ばれる理論で、楳茂都陸平はそこに西洋のバレエやダンスにも通ずる、普遍性を主張した。楳茂都流が優雅さと美しさにおいて、上方舞の白眉と謳われるゆえんである。陸平自身が著した『舞踊への招待』（1958年〈昭和33年〉刊）に、その理論は詳述されている。
陸平が死去した後は長く家元の座が空き、高弟が理事をつとめていたが、2008年（平成20年）12月に歌舞伎役者の六代目片岡愛之助が四世家元を継承し、三代目楳茂都扇性を襲名した。